# خوزه آیالا لاسو
خوزه آیالا لاسو (اسپانیایی: José Ayala Lasso‎)؛ (زادهٔ ۲۹ ژانویهٔ ۱۹۳۲ در کیتو) وکیل و دیپلمات بازنشسته اهل اکوادور است و در حال حاضر در زادگاهش کیتو، پایتخت کشور اکوادور ساکن شده‌است. او در سه دوره وزیر امور خارجه اکوادور بود.

## مناصب و فعالیت‌ها

### شورای امنیت ملل متحد
خوزه آیالا لاسو پیگیر قطعنامه ۴۸/۱۴۱ مجمع عمومی سازمان ملل متحد در تاریخ ۲۰ دسامبر ۱۹۹۳ بود و دو بار رئیس شورای امنیت شد. در ۱۹۹۳ طی برگزاری چهل و هشتمین جلسه شورای امنیت، او ریاست گروه کاری اجرا کردن اعلامیه وین و برنامه عمل آن که در کنفرانس جهانی حقوق بشر در سال ۱۹۹۳ پذیرفته شده بود بر عهده گرفت. یکی از توصیه‌های کنفرانس وین ایجاد سمت کمیساریای عالی حقوق بشر سازمان ملل متحد بوده‌است.

### کمیساریای عالی حقوق بشر سازمان ملل متحد
آیالا لاسو در تاریخ ۵ آوریل ۱۹۹۴به عنوان اولین کمیساریای عالی حقوق بشر سازمان ملل متحد منصوب گردید و دوره چهارساله خود را آغاز نمود.
نخستین چالش مهم او این بود که برای ایجاد کسب اعتبار در این سمت تعهدش در زمینه حقوق شر را برجسته کند.
وی به سختی ریاست کمیساریا را پذیرفت، او در اولین سال شروع کار کمیساریای عالی مجبور به رسیدگی به بحران ناشی از نسل‌کشی در رواندا شد. سال‌های او به عنوان کمیساریای عالی، توأم با تلاش مستمر برای نشان دادن برنامهٔ حقوق بشر سازمان ملل متحد بود. به این منظور، او دفاتر حقوق بشر را در تمام مناطق جهان باز کرد و به‌طور گسترده به نقاط مختلف جهان سفر کرد تا همکاری رهبران سراسر جهان را جلب نماید. او بر این باور بود که مرکز سابق حقوق بشر بایستی از یک دبیرخانه غیرفعال تبدیل به یک مرکز خوب فعال با دبیرخانه تخصصی و کارمندان مجرب برای انجام پروژه‌های این سازمان در سراسر جهان باشد. تحت رهبری او می‌بایستی ظرفیت عملیاتی کمیساریای عالی مشابه دفتر کمیساریای عالی حقوق بشر سازمان ملل متحد توسعه می‌یافت.
اولویت‌های او مدیریت بحران، پیشگیری و هشدار زودهنگام، کمک به کشورهای در حال گذار به دموکراسی، حق توسعه و گسترش نهادهای ملی حقوق بشر بود. آرامش و مهربانی او به عنوان یک مدیر در میان کارکنانش زبانزد بود. تلاش‌های او در زمینه بازسازی بنیادی، بیشتر به دلیل عدم تأیید بودجه کافی توسط مجمع عمومی سازمان ملل متحد با شکست مواجه بود و کمتر موفق شد.

### مذاکرات صلح
در ۳۱ مارس ۱۹۹۷ آیالا لاسو از سمت خود در کمیساریای عالی حقوق بشر کناره‌گیری کرد تا به اکوادور بازگردد و در مذاکرات صلح بین اکوادور و پرو شرکت نماید. او این مناقشه مرزی را حل و فصل نمو و این مذاکرات به پیمان ۱۹۹۸ منجر شد.

### فعالیت‌های دیپلماتیک
وی در فعالیت‌های دیپلماتیک، نمایندگی اکوادور در سازمان ملل را برعهده داشت، او به عنوان سفیر اکوادور در مجمع‌های اقتصادی اروپا در فرانسه، بلژیک، لوکزامبورگ، پرو و واتیکان انجام وظیفه کرد. او یک مدافع فعال حقوق بشر بود و در «پروژه ۲۰۴۸» دانشگاه کالیفرنیا، برکلی که هدفش ایجاد یک دادگاه جهانی حقوق بشر است شرکت فعال داشت.

## فهرست آثار
- خوزه آیالا لاسو، اینگونه صلح به دست آمد، ویرایشگر پابلو کوی، کیتو، اکوادور، ۲۰۰۹.. شابک ‎۹۷۸−۹۹۴۲−۰۲−۲۷۸−۳.
- خوزه آیالا لاسو، "تعریف مأموریت. تلاش‌های جدید سازمان ملل برای حمایت از حقوق بشر"، بررسی بین‌المللی هاروارد، زمستان ۱۹۹۴/۹۵، صص. ۳۸–۷۸.
- خوزه آیالا لاسو، «تحقق حقوق بشر در قرن بیست و یکم» در: بررسی حقوق بین‌الملل اموری، جلد ۱۰ (۱۹۹۶) pp.۴۹۷–۵۰۸.
- خوزه آیالا لاسو، گزارش کمیساریای عالی حقوق بشر سازمان ملل در مورد مأموریتش در رواندا ۱۱–۱۲ مه ۱۹۹۴ (سند سازمان ملل E/CN.4/S3/3)
- گزارش خوزه آیالا لاسو، کمیسر عالی حقوق بشر، به جلسه ۱۹۹۵ کمیسیون حقوق بشر، E/CN.4/۱۹۹۵/۹۸، بند. ۱۳۳.
- بیانیه کمیساریای عالی حقوق بشر به نشست مشترک گزارشگران، نمایندگان، کارشناسان و گروه‌های کاری کمیسیون، E/CN.4/۱۹۹۵/۵ /Add.1، صفحهٔ ۶
- بیانیه خوزه آیالا لاسو، کمیسر عالی حقوق بشر، به جلسه ۱۹۹۶ کمیسیون، ۹ آوریل ۱۹۹۶.

گزارش خوزه آیالا لاسو، کمیسر عالی حقوق بشر، E/CN.4/1996/103.
- آیالا کمند، خوزه آیالا لاسو. در: دایرةالمعارف حقوق بشر، ویرایش شده توسط دیوید پی فورسایت. نیویورک و آکسفورد: انتشارات دانشگاه آکسفورد، ۲۰۰۹. جلد ۱، صفحات ۱۳۰–۱۳۲.
- آلفرد موریس د زایاس، «کمیسیاریای عالی حقوق بشر سازمان ملل» در رودلف برنهارت (ویرایش)، دایرةالمعارف حقوق بین‌الملل عمومی، جلد. IV، صص ۱۱۲۹–۱۱۴۲.
- «آلفرد موریس د زایاس»، "حقوق بشر، کمیسر عالی سازمان ملل"، در هلموت ولگر (ویرایش)، دایرةالمعارف مختصر سازمان ملل متحد، کلوور، ۲۰۰۲، ص. ۲۱۶–۲۲۳; ویرایش دوم ۲۰۰۹، شابک ‎۹۷۸−۹۰−۰۴−۱۸۰۰۴−۸.
- جاکوب. مولر، "قانون پرونده کمیته حقوق بشر سازمان ملل متحد ۱۹۷۷–۲۰۰۸"، N.P.Engel Verlag, Kehl/استراسبورگ، ۲۰۰۹ , صفحه ۷ شابک ‎۹۷۸−۳−۸۸۳۵۷−۱۴۴−۷
- کرک بوید، "۲۰۴۸. توافق بشریت برای زندگی مشترک". انتشارات Barrett-Kohler, سان فرانسیسکو، ۲۰۱۰. شابک ‎۹۷۸−۱−۶۰۵۰۹−۵۳۹−۴.